# Чернышев, Павел Яковлевич
Павел Яковлевич Чернышев (9 января 1896, Поповка — 6 октября 1938, Селифонтово, Ярославская область) — председатель Ярославского городского совета (1936), третий директор фабрики «Красный Перекоп» (1938).

## Биография

### Детство и образование
Родился 9 января 1896 года в деревне Поповка (Верхнетроицкое сельское поселение) в семье крестьян отходников.
Уже с десяти лет работал учеников слесаря в мастерской в городе Санкт-Петербурге. С 1910 по 1915 год работал слесарем на разных заводах и железной дороге. После был призван в армию рядовым и служил в 176-м запасном полку в Красном Селе под Санкт-Петербургом. Через год был комиссован и вернулся в Петербург, где продолжил работать слесарем на Октябрьской Железной Дороге.
В 1919 году поступил в Тверскую губернскую партийную школу. А через год был направлен в РККА, где служил в должности помощника командира полка, а также начальника партийного отдела Первой конной армии и принимал участие в боях на Западном фронте в районе Гомеля. После окончания Гражданской войны был председателем завкома Прохоровской мануфактуры и в Тверском губотделе Тверской губернии. В 1930 году поступил в Промышленную академию города Иваново на факультет прядения. А через три года получил диплом инженера.

### Профессиональная деятельность
С 1933 года Павел Яковлевич занимал руководящие посты. Сначала его назначили секретарём районного комитета ВКП (б) города Вязники, затем Чернышева перевели в Кострому, где он стал уже секретарём городского комитета.
Через три года Павел Яковлевич уходит на повышение в Ярославль, где с февраля по ноябрь он работает председателем горсовета. В начале 1937 года его назначают управляющим легкой промышленности Ярославля, а в марте переводят на должность директора фабрики «Красный Перекоп».

### Личная жизнь
Павел Яковлевич был женат, имел двоих малолетних детей. Проживал в доме № 1 по улице Голубятной, квартира 48.

### Арест и смерть
21 ноября 1937 года по приказу Народного комиссариата машиностроения Чернышева отстранили от занимаемой должности директора фабрики. А через день в газете «Северный Рабочий» вышла статья, где были приведены тезисы вредительской деятельности Чернышева на посту директора. В частности: по его инициативе разрушали производственное оборудование, по просьбам рабочих не были подготовлены жилища к зимнему периоду, в результате чего люди мёрзли в бараках. Через неделю после публикации материала Чернышева арестовали и 14 февраля 1938 года приговорили к расстрелу.  
6 октября 1938 год расстрелян в лесу у деревни Селифонтово Ярославского района, где сотрудники УНКВД провели массовую казнь около 200 человек, среди которых были партийные и комсомольские работники, руководители и специалисты ярославских предприятий, а также священники, рабочие и крестьяне. Похоронен в братской могиле.
Реабилитирован 1 декабря 1956 года.